# Ionica dello stato solido
La ionica dello stato solido è la branca dell'elettrochimica che si concentra sullo studio e l'impiego degli elettroliti solidi (tra cui solidi inorganici cristallini e policristallini, materiali ceramici, vetri, materiali polimerici e materiali compositi).
Nei materiali solidi si hanno in genere due meccanismi di trasporto di carica elettrica: il trasporto di elettroni (e lacune elettroniche) e il trasporto di ioni; a differenza dell'"elettronica", che pone l'attenzione sul trasporto degli elettroni, la "ionica" si sofferma sullo studio del trasporto degli ioni. I solidi comunque presentano in genere un'elevata resistività elettrica, obiettivo della ricerca della ionica dello stato solido è ottenere dei materiali solidi aventi un'elevata conducibilità elettrica.

## Storia
Nel 1960 B. Reuter e K. Hardel indagarono le proprietà di Ag3SI e Ag3SBr, rilevando per tali materiali una conduttività a temperatura ambiente pari a 0,01 S/cm, parecchio maggiore alla conduttività dell'AgI (pari a 10-6 S/cm a 25 °C), che prima di allora era l'elettrolita solido più conduttivo che si conoscesse.
Nello stesso anno Takehiko Takahashi e Osamu Yamamoto adottarono per la prima volta il termine "ionica dello stato solido" e nel 1964 misero a punto una batteria a stato solido contenente Ag3SI come elettrolita e elettrodi in argento e iodio.
Nel 1965 Owens e Argue misero a punto (in maniera indipendente) batterie allo stato solido contenenti l'elettrolita RbAg4I5, che presenta una conduttività pari a 0,1 S/cm; tale valore è ancora maggiore nel caso in cui il materiale si presenti sotto forma policristallina (0,26 S/cm).
Al 1972 risale la prima batteria allo ioduro di litio (LiI), utilizzata nei pacemaker.

## Applicazioni
Rispetto ai dispositivi a elettrolita fluido, i dispositivi a elettrolita solido hanno una vita utile maggiore.
Esempi di applicazione della ionica dello stato solido sono le pile a stato solido, le pile a combustibile ad ossido solido (SOFC) e le pile a film sottile.